# Патрон вибухової речовини
Патрон ВР (рос. патрон ВВ, англ. blasting (explosive) cartridge, нім. Zündpatrone f, Sprengstoffpatrone f) — певна кількість вибухової речовини (ВР), укладена в оболонку, вкриту гідроізолюючим шаром. П. сучасних промислових ВР мають діаметр 32 та 36 мм, рідше — 28, 40 і 45 мм. П. ВР більшого діаметра можуть випускатися на вимогу споживача.

## Різновиди
ПАТРОН-БОЙОВИК — патрон ВР, що споряджений засобом ініціювання вибуху і розташовуваний разом з основним зарядом.
ПАТРОН ЗАПАЛЮВАЛЬНИЙ — патрон ВР для одночасного запалювання декількох кінців вогнепровідного шну-ра при висадженні зарядів. Являє собою відкриту з одного кінця паперову гільзу, на дні якої знаходиться ущільнений поро-ховий диск товщиною 2–3 мм. При запалюванні за допомогою вогнепровідного шнура або електрозапалювача диск спалахує, забезпечуючи займання всіх відрізків, введених до гільзи.
ПАТРОН ЕЛЕКТРОЗАПАЛЮВАЛЬНИЙ — засіб електровогневого ініціювання, призначений для дистанційного одночасного запалювання групи (пучка) вогнепровідних шнурів.
ПАТРОН ВР У ВОДОНАПОВНЕНІЙ ОБОЛОНЦІ — ВР, закладена у пластмасову оболонку з подвійними стінками, міжстінковий простір якої заповнений водним розчином амонійної селітри або водою, що забезпечує запобіжні властивості. Такі патрони призначені для застосування у шахтах, небезпечних за газом і пилом.